# Jamajka na Letnich Igrzyskach Olimpijskich 1984
Jamajkę na Letnich Igrzyskach Olimpijskich 1984 reprezentowało 45 zawodników: 31 mężczyzn, 14 kobiet. Reprezentacja Jamajki zdobyła trzy medale, wszystkie w lekkoatletyce. Był to dziewiąty start reprezentacji Jamajki na letnich igrzyskach olimpijskich.

## Zdobyte medale
| Medal  | Zawodnik                                                           | Dyscyplina    | Konkurencja                 | Rezultat | Data        |
| ------ | ------------------------------------------------------------------ | ------------- | --------------------------- | -------- | ----------- |
| Srebro | Norman Edwards Albert Lawrence Greg Meghoo Don Quarrie Ray Stewart | Lekkoatletyka | sztafeta 4 × 100 m mężczyzn | 38,62    | 11 sierpnia |
| Brąz   | Merlene Ottey                                                      | Lekkoatletyka | bieg na 100 m kobiet        | 11,16    | 5 sierpnia  |
| Brąz   | Merlene Ottey                                                      | Lekkoatletyka | bieg na 200 m kobiet        | 22,09    | 9 sierpnia  |